# مهندسی امور مالی
مهندسی امور مالی (انگلیسی: Financial engineering) یا مهندسی مالی، شاخه‌ای از مهندسی و دانش مالی می‌باشد، که از ترکیب رشته‌هایی چون ریاضیات کاربردی، علوم کامپیوتر، دانش آمار، فناوری اطلاعات، اقتصاد و مدیریت مالی تشکیل شده است. مهندسی مالی حوزه‌های طراحی، توسعه و نوآوری در ابزار و سیستم‌های مالی، همچنین ارائه راه‌حل‌های خلاقانه برای رفع مشکلات مالی و نیز کاهش ریسک در جهت افزایش ارزش و دارایی‌های شرکت‌ها را پوشش می‌دهد.